# اورولتسمونستر
اورولتسمونستر (به آلمانی: Aurolzmünster) یک منطقهٔ مسکونی در اتریش است که در ناحیه راید ایم اینکرایس واقع شده‌است. اورولتسمونستر ۱۶ کیلومتر مربع مساحت دارد ۴۰۷ متر بالاتر از سطح دریا واقع شده‌است.